# Ngô Hạp Lư
Ngô Hạp Lư (chữ Hán: 吳闔閭; trị vì: 514 TCN - 496 TCN), tên thật là Cơ Quang (姬光), là vị vua thứ 24 của nước Ngô - chư hầu nhà Chu thời Xuân Thu trong lịch sử Trung Quốc.

## Thân thế
Cơ Quang là con của Ngô vương Chư Phàn – vua thứ 20 nước Ngô và cháu đích của Ngô vương Thọ Mộng.
Sau khi Chư Phàn qua đời đã truyền ngôi cho các chú của Quang theo lời dặn của Thọ Mộng, muốn tuần tự tới người chú hiền tài nhất là Quý Trát.
Năm 527 TCN, chú thứ ba của Quang là Dư Muội qua đời. Quý Trát từ chối ngôi vua nên người nước Ngô lập con Dư Muội là Liêu lên nối ngôi vua.

## Thời Ngô vương Liêu
Năm 526 TCN, công tử Quang nhận lệnh mang quân đánh nước Sở. Ông bại trận và bị quân Sở chiếm mất đất Vương Thuyên. Sợ tội, ông bí mật đánh úp quân Sở, giành lại đất cũ.
Năm 523 TCN, tướng nước Sở là Ngũ Viên bỏ trốn sang nước Ngô, được công tử Quang thu dụng.
Năm 520 TCN, Ngô Liêu lại sai công tử Quang đánh Sở. Lần này công tử Quang đánh bại quân Sở, nhân đó mang quân lên phía bắc đánh bại quân nước Trần và nước Sái rồi mới rút về.
Năm sau, Ngô Liêu lại sai công tử Quang mang quân đánh nước Sở, chiếm đất Cư Sào và đất Chung Ly.
Năm 516 TCN, Sở Bình vương mất, con thứ là Sở Chiêu vương lên thay. Năm sau, Ngô vương nhân lúc nước Sở có tang, bèn sai hai con là Yểm Dư và Chúc Dung mang quân đánh Sở, bao vây đất Lục Cao. Sở Chiêu vương điều quân chặn đứt đường về của Yểm Dư và Chúc Dung.

## Đoạt ngôi vua
Công tử Quang nuôi ý định đoạt ngôi vua từ nhiều năm, do đó ông ngầm nuôi những người tâm phúc như Ngũ Tử Tư, Chuyên Chư.
Tháng 4 năm 515 TCN, nhân lúc các cánh quân chủ lực của Ngô vương Liêu bị mắc kẹt ở nước Sở, công tử Quang quyết định thực hiện ý định đoạt ngôi vua nước Ngô.
Ông mời Ngô vương Liêu đến dự tiệc rồi sai dũng sĩ Chuyên Chư hành thích. Vì vệ sĩ của Ngô Liêu cảnh giới rất nhiều, công tử Quang phải giả cách đau chân, bước vào nhà hầm trốn. Chuyên Chư giấu sẵn lưỡi dao trong bụng cá, khi bưng cá đến gần Ngô vương bèn rút dao ra bất ngờ đâm Ngô vương. Ngô vương chết tại chỗ, Chuyên Chư cũng bị các vệ sĩ của Ngô Liêu giết chết.
Công tử Quang giành ngôi báu, tức là Ngô Hạp Lư. Ngô Quý Trát đi sứ nước Tấn trở về tỏ ý thần phục.
Một người con khác của Ngô vương Liêu là Khánh Kỵ trốn thoát, tập hợp lực lượng chống lại Hạp Lư. Dũng sĩ Yêu Ly tình nguyện hy sinh cả nhà để nhận nhiệm vụ đi giết Khánh Kỵ: chấp nhận bị kết tội mưu phản, bị chặt cánh tay phải và vợ con bị chém rồi chạy tới chỗ Khánh Kỵ xin hàng làm Khánh Kỵ không nghi ngờ. Nhân lúc Khánh Kỵ mất cảnh giác, Yêu Ly dùng tay trái cầm giáo đâm chết Khánh Kỵ rồi tự sát. Lực lượng chống đối Hạp Lư trong nước bị dẹp.

## Chiến tranh với nước Sở
Hai người con Ngô Liêu là Yểm Dư và Chúc Dung nghe tin trong nước Ngô có biến bèn hàng nước Sở và được Sở Chiêu vương phong cho ở đất Thư.
Năm 514 TCN, tướng nước Sở là Bá Châu Lê bị giết, con là Bá Hi chạy sang hàng nước Ngô, được Hạp Lư thu dụng.
Được sự tiến cử của Ngũ Viên, Hạp Lư có sự phục vụ của Tôn Vũ – nhà quân sự nổi tiếng thời Xuân Thu.
Năm 512 TCN, Hạp Lư cùng Ngũ Viên, Tôn Vũ và Bá Hi mang quân đánh nước Sở, diệt đất Thư, giết hai công tử Yểm Dư và Chúc Dung con của Ngô Liêu. Các tướng Sở bỏ chạy. Hạp Lư muốn tiến thẳng vào kinh đô Sính của nước Sở nhưng theo lời Tôn Vũ nên chưa đánh mà rút quân về.
Năm 511 TCN, Hạp Lư lại điều binh đánh Sở, chiếm đất Lục và đất Cao. Sang năm 510 TCN, quân Ngô lại đụng độ và đánh bại quân Sở.
Năm 509 TCN, Sở Chiêu vương sai Nang Ngõa và Tử Thường đánh Ngô để trả thù. Tôn Vũ mang quân đón đánh ở Dự Chương, phá tan quân Sở, thừa thắng tiến lên chiếm đất Cư Sào.
Năm 506 TCN, nhân lúc nước Đường và nước Sái oán hận nước Sở, Hạp Lư liên minh với hai nước này mang đại quân đánh Sở. Khi quân Ngô tiến đến sông Hán Thủy, quân Sở đón đánh. Em Hạp Lư là Phu Khái mang quân bản bộ đánh úp quân Sở. Quân Sở thua chạy.
Hạp Lư cùng Tôn Vũ và Ngũ Viên mang đại quân đánh đuổi. Hai bên giao chiến 5 trận lớn, quân Ngô đánh bại quân Sở cả năm lần, tiến đến Sính đô. Sở Chiêu vương bỏ chạy đến đất Viên. Quân Ngô chiếm Sính đô, Ngũ Viên đào mộ Sở Bình vương đã giết oan cha mình, quất lên xác để trả thù.
Năm 505 TCN, vua Việt là Doãn Thường nghe tin Hạp Lư đi đánh Sở bèn mang quân đánh Ngô. Hạp Lư phải điều quân về đón đánh quân Việt.
Trong lúc đó bầy tôi nước Sở là Thân Bao Tư cầu cứu nước Tần. Tần Ai công vốn là ông ngoại Sở Chiêu vương nên điều quân cứu Sở. Quân Tần và quân Ngô giao chiến, quân Ngô bị thua một trận. Công tử Phu Khái bèn bỏ trốn về nước Ngô, tự lập làm Ngô vương. Hạp Lư đành phải bỏ nước Sở, rút về đánh Phu Khái. Sở Chiêu vương khôi phục nước Sở.
Hạp Lư đánh bại Phu Khái và buộc Phu Khái phải chạy qua nước Sở.
Năm 504 TCN, Hạp Lư sai thái tử Phù Sai đánh nước Sở, chiếm đất Phiên. Sở Chiêu vương bị nước Ngô liên tục uy hiếp, sợ hãi phải dời bỏ Sính đô đi đóng đô ở đất Nhược.
Chiến tranh Ngô và Sở thời Ngô Hạp Lư tạm thời chấm dứt. Nước Ngô tuy không chiếm được nước Sở nhưng đã trở nên lớn mạnh, nước Sở suy yếu, bị mất vị thế trước đây.

## Chiến tranh với Việt
Năm 510 TCN, quân Việt bại trận trước 3 vạn quân Ngô do Tôn Vũ chỉ huy, nuôi ý báo thù. Năm 496 TCN, Hạp Lư đi đánh nước Việt trả thù trận xâm lấn năm 505 TCN. Hai bên gặp nhau ở Huề Lý. Việt vương Câu Tiễn sai những người đi đầu hét lên và tự đâm cổ. Quân Ngô ngạc nhiên mải nhìn, bị quân Việt đánh úp đại bại.
Ngô Hạp Lư bị thương, quân Ngô phải rút lui 10 dặm. Biết mình không qua khỏi, Hạp Lư gọi cháu là Phù Sai lại dặn nhất định phải đánh Việt để báo thù.
Sau đó Hạp Lư qua đời, ở ngôi được 19 năm, không rõ bao nhiêu tuổi. Phù Sai lên nối ngôi vua.

## Trong văn học
Ngô vương Hạp Lư là một nhân vật được đề cập trong tiểu thuyết Đông Chu Liệt Quốc, xuất hiện từ hồi 73 đến hồi 79. Sự nghiệp của Hạp Lư từ khi nuôi chí giành ngôi báu tới khi tử trận khi đụng độ với nước Việt được mô tả sát thực với chính sử.
Tuy nhiên, về gia đình ông, Đông Chu liệt quốc có thông tin khác, theo đó Phù Sai không phải con trai mà là cháu nội của Hạp Lư. Con trai Hạp Lư là thế tử Ba - người sinh ra Phù Sai. Hạp Lư đã lấy con gái Tề Cảnh công cho thế tử Ba. Vì thế tử Ba chết trước Hạp Lư nên ngôi vua được truyền cho Phù Sai.